# ألتو دي إكستريمادورا (محطة مترو أنفاق مدريد)

ألتو دي إكستريمادورا (بالإسبانية: Alto de Extremadura)‏ هي محطة مترو أنفاق في مدريد في إسبانيا، تقع على الخط رقم 6.